# Начерк (рисунок)

Начерк руки. Т. Г. Шевченко

На́черк — рисунок, що ним окреслено тільки загальні риси зображуваного. Різновид первісного мистецтва.
Означення начерка з книги Джорджо Вазарі «Життєписи найславетніших живописців, скульпторів та архітекторів»:

| «Начерками ми називаємо різновид первісних рисунків, виконаних для того, щоби знайти положення фігур і первісну композицію твору: вони виконуються мовби у вигляді плями та слугують попереднім натяком на ціле. А позаяк живописець накидує їх пером, іншим малярським приладдям або вугіллям за короткий час — у пориві натхнення й лише задля того, щоб перевірити придатність свого задуму — то вони й називаються начерками». |